# Rudolf Moos
Rudolf Moos (* 25. November 1866 in Buchau, Königreich Württemberg; † 9. Oktober 1951 in Birmingham) war ein deutscher Unternehmer. Er entwickelte die Marken „Salamander“, „Puma“ und „Fasan“.

## Werdegang

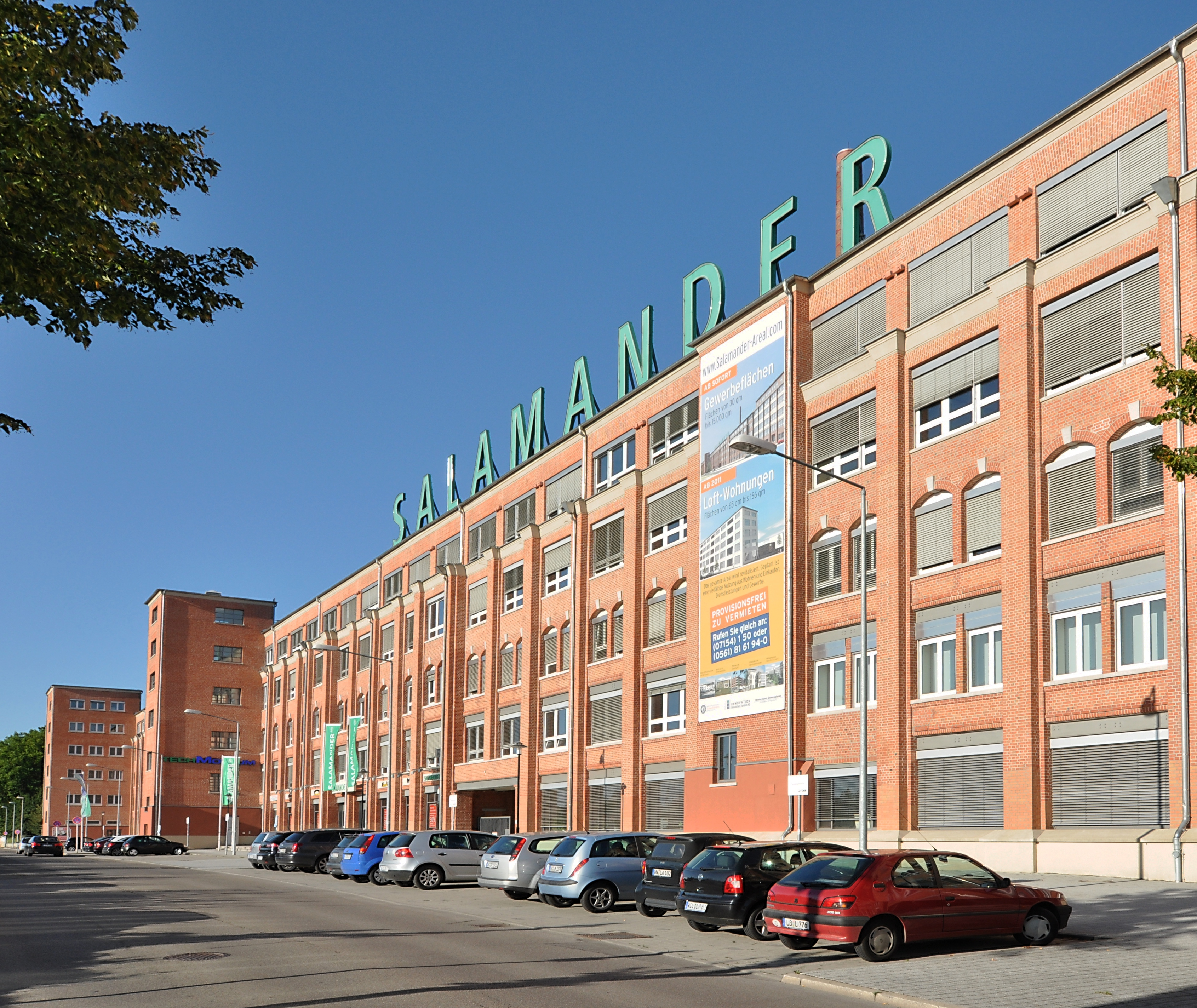
Salamander Kornwestheim, 2010

Rudolf Moos wurde als zweiter Sohn des Lederwarenhändlers Heinrich Moos (1834–1891) und dessen Ehefrau Karoline Moos, geborene Einstein (1840–1929) im oberschwäbischen Buchau geboren. Er war damit ein Cousin zweiten Grades des Physikers und Nobelpreisträgers Albert Einstein, ihr gemeinsamer Urgroßvater Rupert Einstein war von 1759 bis 1834 Handelsmann in Buchau. Rudolf Moos war auch mit dem Geologen August Moos verwandt. Sein älterer Bruder war der spätere Musikkritiker und Musikschriftsteller Paul Moos. Der jüngere Bruder Alfred (1869–1926) gründete später in Ulm eine Rechtsanwaltskanzlei, die unter dem Namen „Moos II“ bekannt wurde; sein Sohn Paul, Doktor der Neurologie, wurde Mitte 1940 in der Vernichtungsanstalt Grafeneck ermordet.
Geschäftlich bedingt zog die Familie 1871 nach Ulm. Hier wohnte sie in der Frauenstraße 7. Ab 1872 besuchte Rudolf die Elementarschule, wechselte 1874 auf das städtische und 1879 auf das Realgymnasium in Ulm. Nach dem Schulabschluss absolvierte er als Einjährig-Freiwilliger ab Herbst 1888 den obligatorischen Militärdienst. Anschließend begann er in Frankfurt a. M. eine Bankkaufmannslehre bei der Bank „Deutsche Handelsgesellschaft“ unter dem Direktor Gustav Maier aus Ulm. Im Glauben, sein Vater benötige aufgrund des schlechten Gesundheitszustandes dringend Unterstützung, brach er diese 1891 jedoch ab und nahm eine kaufmännische Ausbildung in der Lederwarenhandlung A. Moos in Ulm, an der sein Vater beteiligt war, auf.

### Marke Salamander
Im Jahre 1891 starb der Vater und Rudolf Moos übernahm die Leitung der Firma. Da ihn aber der alleinige An- und Verkauf von Rohleder nicht ausfüllte, übergab er den väterlichen Betrieb an seinen Bruder und zog 1892 nach Berlin. Im Sommer 1893 erhielt er von den Verwandten hohe Kredite. In Berlin betrieb er bereits kurze Zeit nach dem Ortswechsel drei Schuhgeschäfte, eines davon in Spandau, zwei in Mitte. Die Anzeige eines Juweliers für eine Brosche in einer englischen Zeitung, in der Form einer Eidechse, inspirierte ihn um 1899 zur Entwicklung eines Markenzeichens für sein Unternehmen. Das war die Geburtsstunde des Salamanders als Warenzeichen, der dann zunächst auf den Dosen einer von Moos entwickelten Schuhcreme prangte. Den Markennamen Salamander, statt der Eidechse wählte er, weil dieser Name auch in anderen Sprachen wie Englisch, Französisch und dem Spanischen unverwechselbar war. Am 5. Dezember 1899 wurde die Marke beim Kaiserlichen Patentamt in Berlin als Warenzeichen eingetragen. Die Produktion der Schuhcreme wurde zuerst im Keller seines Ladengeschäftes in der Berliner Friedrichstraße 221 aufgenommen. Am 20. Dezember 1903 eröffnete er in Berlin an der gleichen Adresse das erste „Salamander-Schuhgeschäft“.
Inzwischen hatte Rudolf Moos Gertrud (Trude) Heinrichsdorff (1876–1959) am 10. Juni 1900 geheiratet und ihr erster Sohn Heinrich (Henry) war am 21. März 1901 in Berlin geboren worden. Dessen erster Sohn ist der US-amerikanische Professor für Psychiatrie an der Stanford University, Rudolf H. Moos.
Zum damaligen Zeitpunkt kostete ein Paar Herrenschuhe ca. 20 Mark und Rudolf Moos hatte die Idee, Schuhe für weniger Geld auf den Markt zu bringen. So schrieb er 1904 einen Wettbewerb aus, für den sich die in Kornwestheim ansässige Schuhfabrikation Jakob Sigle und Max Levi (1868–1925) qualifizierte. Sie boten an, Schuhe für 12,50 Mark herstellen zu können. Daraufhin ließ Rudolf Moos am 8. Mai 1904 sein eingetragenes Warenzeichen beim Kaiserlichen Patentamt als Schuhmarke erweitern und gründete im März 1905 gemeinsam mit Max Levi die „Salamander-Schuh GmbH“. Jeder der beiden Gesellschafter hielt 50 Prozent der Anteile. Moos selbst war der einzige Geschäftsführer. Im Spätsommer des gleichen Jahres wurde die Schuhfabrik von Jacob Sigle am Standort Stuttgart als Tochtergesellschaft notariell ebenfalls als Salamander-Gesellschaft eingetragen. Während die Produktion in den angestammten Werkstätten in Kornwestheim erweitert wurden, war der umtriebige Max Levi für das Marketing und den Verkauf zuständig. Noch im gleichen Jahr wurden Salamander-Filialen in Dresden, Hannover und Köln eröffnet, 1906 kamen vier weitere Geschäfte in anderen Großstädten Deutschlands hinzu und die erste Filiale außerhalb Deutschlands wurde 1908 eröffnet. In den Schuhwerkstätten Kornwestheims gelang es die Produktion so weiterzuentwickeln, dass 1909 durch die 2800 Mitarbeiter zwei Millionen Paar Schuhe hergestellt werden konnten. Im gleichen Jahr liefen auch die ersten größeren Werbekampagnen für „Salamander-Schuhe“ an. Als es zum Jahresende zu Unstimmigkeiten zwischen den Gesellschaftern kam, verkaufte Moos seine Geschäftsanteile.

### Marke Puma
Ab Mitte 1911 bemühte sich Rudolf Moos darum, im Berlin-Potsdamer Raum eine neue Produktionsstätte für die Schuhherstellung zu finden. Er hatte sich mit seinem Weggang bei Salamander die Namen „Puma“ und „Fasan“ beim Patentamt in Berlin sichern lassen. Er verständigte sich mit dem Inhaber der Nowaweser Schuhfabrik „Haase & Russ“, Jacques Russ (1867–1930), der seinen Geschäftssitz seit 1900 in der Retzower Straße (heute: Benzstraße) in Nowawes hatte. Gemeinsam produzierten sie ab Sommer 1911 Schuhe der Marken „Puma“ und „Fasan“ und ließen das Markenzeichen am 30. August 1912 beim Kaiserlichen Patentamt aktualisieren. Unter diesem Logo wurden vor allem Herrenschuhe hergestellt. Der Markenname war bis 1941 gesichert, da die Markeninhaber aber jüdischer Herkunft waren, wurde der Name während der NS-Zeit amtlich gelöscht. Unter der Markenbezeichnung „Fasan“ wurden Frauenschuhe hergestellt. Später kam noch zeitweilig die Marke „Mara“ und eine vierte Marke dazu, der „Stephan-Schuh“, der im Auftrag des Produktdesigners Otto Stephan ebenfalls in den Werkstätten in Nowawes produziert wurde. Um die bisherigen Produktionsstätten zu erweitern, kaufte die Nowaweser Schuhfabrik „Puma GmbH“ ein großes Grundstück am Potsdamer Horstweg. Der Aufbau der neuen Fabrikationsstätte wurde aber wegen des beginnenden Ersten Weltkriegs verschoben und nach dessen Ende nicht wieder aufgenommen. Noch wenige Tage vor Ausbruch des Krieges glaubte Moos nicht dran, dass es zum Krieg kommen würde. Während des Ersten Weltkriegs, als die Firma Aufträge für Soldatenstiefel realisierte, lehnte er es ab, an diesen Einkünften zu partizipieren.
Von seinem Freund, dem Architekten August Endell, ließ sich Rudolf Moos 1912/1913 am Rande dieses Geländes unter der Adresse Horstweg 10 ein Landhaus errichten. Dieses Haus erhielt zu seiner Fertigstellung den Namen Landhaus „Moosgarten“, da auch noch eine Gärtnerei dazu entstand. Diese Villa entwickelte sich seit 1913 zu einem beliebten Treffpunkt der Familien Moos und Einstein. Bis 1933 war Albert Einstein mit seiner zweiten Ehefrau Elsa gern gesehener Gast in diesem Haus. Zum 25-jährigen Geschäftsjubiläum hatte die Schuhfabrikation bereits 350 Angestellte und im gleichen Jahr begannen die Söhne von Jacques Russ, Werner Russ und Walter Russ, mit in der Geschäftsführung zu arbeiten.

### Marke Fasan
Auf Grund der guten handwerklichen Qualität der Schuhproduktion arbeiteten Rudolf Moos und Jacques Russ in mehreren Ausschüssen und Verbänden der Leder- und Schuhindustrie sowie in Ausschüssen des Handwerkes mit. Ab 1926 versuchte Moos nochmals mit seiner dritten Schuhmarke, dem „Fasan“-Schuh eine eigenständige Entwicklung in Gang zu bekommen. Bis 1927 gelang es ihm in Berlin drei Fasan-Schuhläden zu eröffnen, die anfangs auch gut funktionierten. Seine Hauptzulieferer waren die Schuhfabrik Haase & Russ in Nowawes und die von Alfred Hess geführte Schuhfabrik Hess KG in Erfurt. Die zum Grundstück „Moosgarten“ gehörende Gärtnerei wurde 1927 eingestellt und die damit freiwerdenden Flächen den Beschäftigten der Schuhfabrikation zur Nutzung als Schrebergärten zur Verfügung gestellt. Das schaffte eine gute Bindung der Belegschaft an den Standort Nowawes. Nach dem Tod von Jacques Russ 1930, mehreren schwierigen Investitionsentscheidungen in den krisengeschüttelten Jahren vor 1930 geriet er in finanzielle Schwierigkeiten.
Nach der Machtübernahme des NS-Regimes 1933 verschärften sich die Rahmenbedingungen noch weiter. Rudolf Moos verlor aufgrund der nationalsozialistischen Rassengesetze bereits am 1. April 1933 alle Funktionen in öffentlichen Ausschüssen. Wegen seiner jüdischen Herkunft wurde er bei staatlichen Aufträgen und möglichen Krediten ausgeschlossen. Bis 1938 spitzte sich die Situation so weit für ihn zu, dass er für zehn Tage von der Gestapo verhaftet wurde. Zum Jahresende gelang es seinem jüngsten Sohn Gerhard, Deutschland in Richtung Palästina zu verlassen. Nach der Zahlung einer „Fluchtsteuer“ in Höhe von 42.000 Mark konnte Rudolf mit seiner Familie im August 1939 Deutschland in Richtung Großbritannien verlassen. Dieser Schritt war durch das Eingreifen Albert Einsteins von den USA aus möglich geworden. Moos und seine Frau Gertrud siedelten sich in Birmingham neu an. Ab 1934 hatte er begonnen, seine Erinnerungen über die Zeit in Deutschland aufzuschreiben.
Hier verstarb Rudolf Moos am 9. Oktober 1951.
Ihm zu Ehren wurde 2001 die Straße, die an seinem Landhaus in Potsdam-Babelsberg im Horstweg 10 vorbeiführt, nach ihm benannt.